# パデルネ・デ・アジャリス

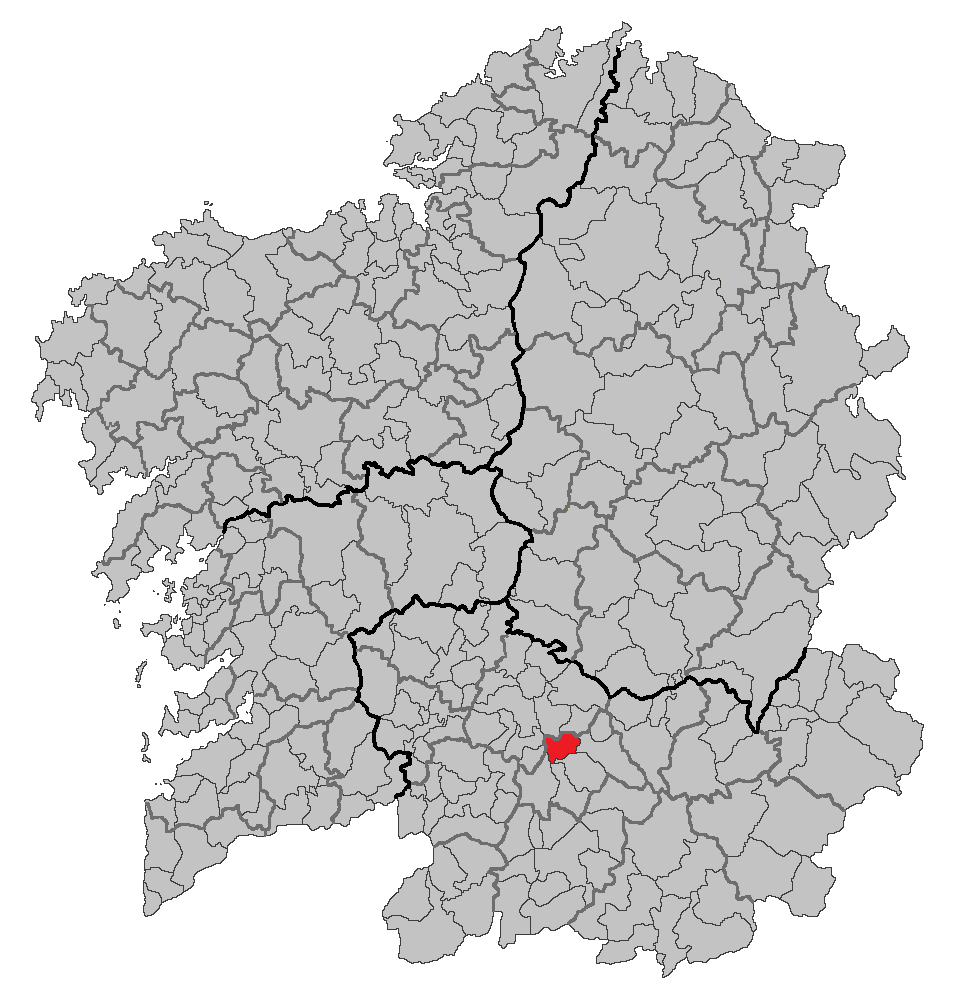

パデルネ・デ・アジャリス（Paderne de Allariz）は、スペイン、ガリシア州、オウレンセ県の自治体。コマルカ・デ・アジャリス＝マセーダに属する。ガリシア統計局によると、2011年の人口は1,601人（2010年：1,604人、2009年：1,597人、2004年：1,630人、2003年：1,643人）。
ガリシア語話者の自治体住民に占める割合は96.84%2001年）。

## 地理
パデルネ・デ・アジャリスはオウレンセ県の中北部に位置し、コマルカ・デ・アジャリス＝マセーダに属する。北はオ・ペレイロ・デ・アギアール、エスゴスと、東はマセーダと、南はバーニョス・デ・モルガス、シュンケイラ・デ・アンビーアと、西はアジャリス、タボアデーラ、サン・シブラーオ・ダス・ビーニャスの各自治体と隣接、自治体の中心地区はフィゲイロアー教区のリオセコ地区。
パデルネ・デ・アジャリスはオウレンセ司法管轄区に属す。

### 人口
| パデルネ・デ・アジャリスの人口推移 1900－2010           |
|                                                         |
| 出典:INE（スペイン国立統計局）1900年 - 1991年、1996年 - |

## 政治
自治体首長はガリシア国民党（PPdeG）のホセ・マヌエル・フェルナンデス・ゴメス（José Manuel Fernández Gómez）、自治体評議員はガリシア国民党：8、ガリシア社会党（PSdeG-PSOE）：1となっている（2011年5月22日の自治体選挙結果、得票順）。
| 1999年6月13日自治体選挙 |        |        |          |
| 政党                    | 得票数 | 得票率 | 獲得議席 |
| PPdeG                   | 887    | 72.82% | 7        |
| PSdeG-PSOE              | 185    | 15.19% | 1        |
| BNG                     | 137    | 11.25% | 1        |

| 2003年5月25日自治体選挙 |        |        |          |
| 政党                    | 得票数 | 得票率 | 獲得議席 |
| PPdeG                   | 863    | 76.24% | 7        |
| BNG                     | 128    | 11.31% | 1        |
| PSdeG-PSOE              | 124    | 10.95% | 1        |

| 2007年5月27日自治体選挙 |        |        |          |
| 政党                    | 得票数 | 得票率 | 獲得議席 |
| PPdeG                   | 657    | 54.57% | 5        |
| PSdeG-PSOE              | 413    | 34.30% | 3        |
| BNG                     | 125    | 10.38% | 1        |

| 2011年5月22日自治体選挙 |        |        |          |
| 政党                    | 得票数 | 得票率 | 獲得議席 |
| PPdeG                   | 830    | 74.37% | 8        |
| PSdeG-PSOE              | 197    | 17.65% | 1        |
| BNG                     | 74     | 6.63%  | 0        |

## 教区
パデルネ・デ・アジャリスは10の教区に分けられている。太字は自治体中心地区のある教区。
- カントーニャ（サン・マメーデ）
- コウシエイロ（サン・ビセンテ）
- フィゲイレード（サン・ペドロ）
- フィゲイロアー（サン・シジャーオ）
- ゴルペジャス（サンタ・バイア）
- パデルネ（サン・シブラーオ）
- サン・ロウレンソ・デ・シアバル（サン・ロウレンソ）
- サン・サルバドール・デ・モウリスコ（サン・サルバドール）
- サン・シェス（サン・シェス）
- ソルベイラ（サン・サルバドール）